# Бахтіяров Микола Костянтинович
Бахтіяров Микола Костянтинович (*1843 — †8 лютого 1905) — купець-винороб II гільдії, засновник одного з перших винокурних заводів в Удмуртії.
Згідно з матеріалами Першої загального перепису населення в Росії 1897 року, Микола Костянтинович народився 1843 року (за іншими даними 1844 року) в місті Оханськ Пермської губернії. Навчався вдома. За документами відомо, що на початку 1880-их років він почав проявляти інтерес до В'ятської губернії для розвитку виноробства. У 1886-1889 роках біля присілку Великі Ошворці Сосновської волості Сарапульського повіту він викупив винокурний завод відставного капітана Михайла Жирякова, на якому працювало 15 осіб. Сюди ж, через 10 років, переїхала і родина купця, для яких тут був збудований дерев'яний маєток. Біля виноробного заводу був збудований пивоварний, на якому трудились 75 осіб, та млин, яким завідував селянин Шавкунов Леонтій Лаврентійович. Таким чином біля присілку Великі Ошворці утворилось окреме поселення, в якому проживало 111 осіб. Називалось воно Бахтіяровський завод.
Микола Костянтинович був одружений, мав сина Олексія (він був одружений з Ольгою Іванівною), внуків Олену та Олександра. Син закінчив Оханське парафіяльне училище, невістка Ольга — Осинську прогімназію. Маєтком завідувала невістка Ольга, питаннями збуту продукції — син Олексій. Товари продавались в Іжевську, Воткінську, Дебьосах та ще 19 сільських поселеннях. У Глазові був навіть заснований торговий дім «Нащадки Бахтіярова М. К.». 1909 року про підприємства Бахтіярова згадувалось в роботі М. П. Лигенка поряд з відомими винно-горілчаними підприємцями.
Бахтіяров був набожною людиною, розумів необхідність освіти, умів цінити прекрасне. Він жертвував гроші на розбудову шкіл, мав у себе велику бібліотеку, протягом 10 років був єдиними меценатом Миколаївської церкви села Якшур-Бодья.
Помер Микола Костянтинович 1905 року, похований при Миколаївській церкві села Якшур-Бодья. Його справу продовжив син Олексій, але підприємства були знищені після революції 1917 року. 1923 року він помер від тифу. Вже в 1920-их роках на Бахтіяровському заводі був створений Будинок інвалідів, який пізніше перейменовано в колонію «Маяк» (сучасне село Маяк). 1916 року була закрита Миколаївська церква в селі Якшур-Бодья, а будівля перебудована під РК КПРС.